# Caterina Alessandra
Caterina Alessandra (c. 1772 - desconeguda) va ser una compositora italiana.  Ella va compondre cançons. La Biblioteca del Congrés emmagatzema l'obra (cançoner) Se viver non posso de Caterina Alessandra.
En molts diccionaris de música, Caterina Alessandra es confon amb la monja i compositora benedictina Caterina Assandra, que va compondre motets sagrats. Per exemple, la Gran Enciclopèdia de la Música Clásica en castellà descriu la compositora "Caterina Assandra" sota el lema "Alessandra, Caterina". Tant Aaron I. Cohen com la Biblioteca del Congrés dels Estats Units assenyalen aquesta confusió comuna de persones en la literatura musical.